# Kop van Zuid

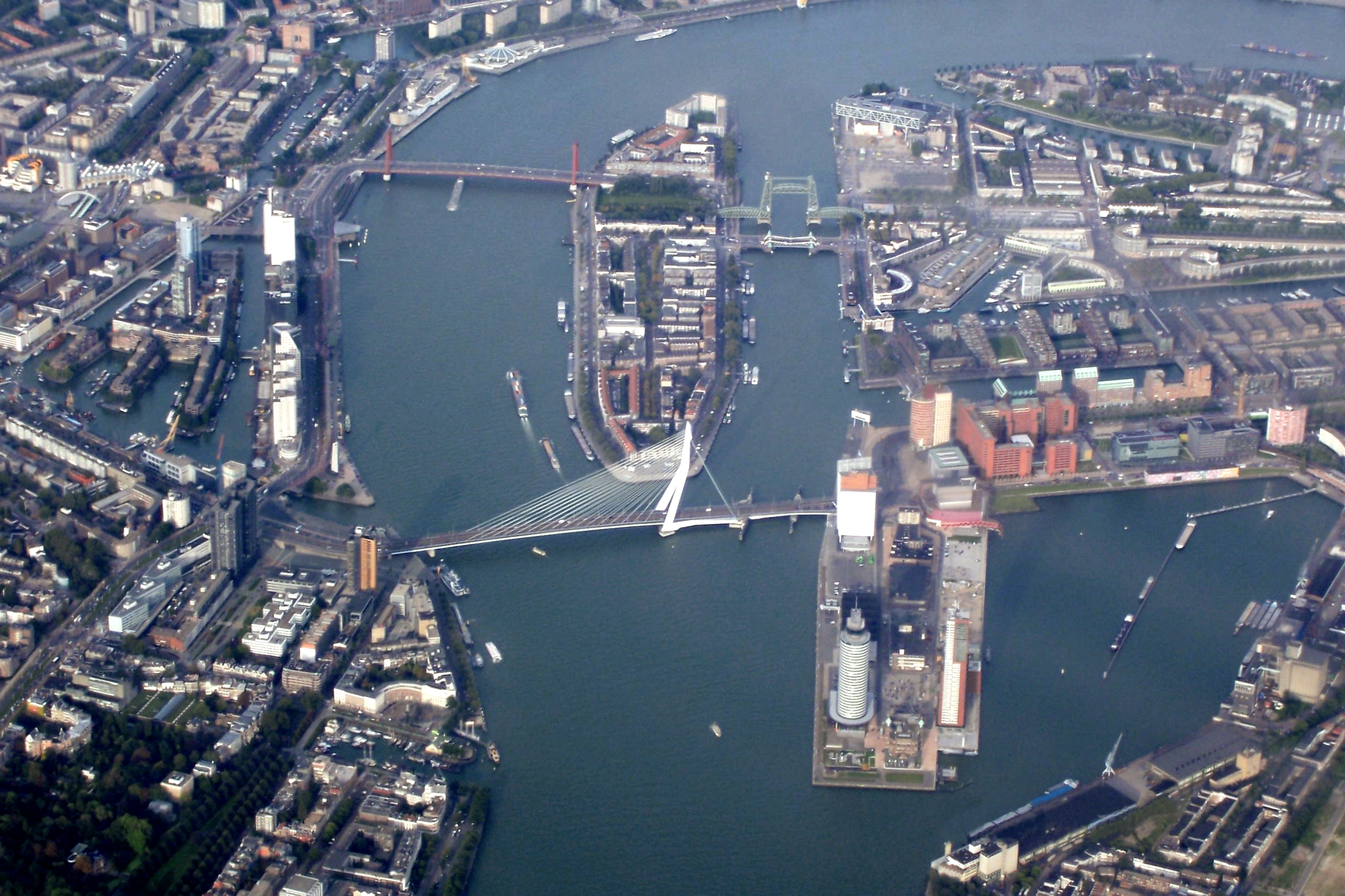
Luftaufnahme des nördlichen Teils des Kop von Zuid, der sich rechts der Erasmusbrücke erstreckt, September 2005

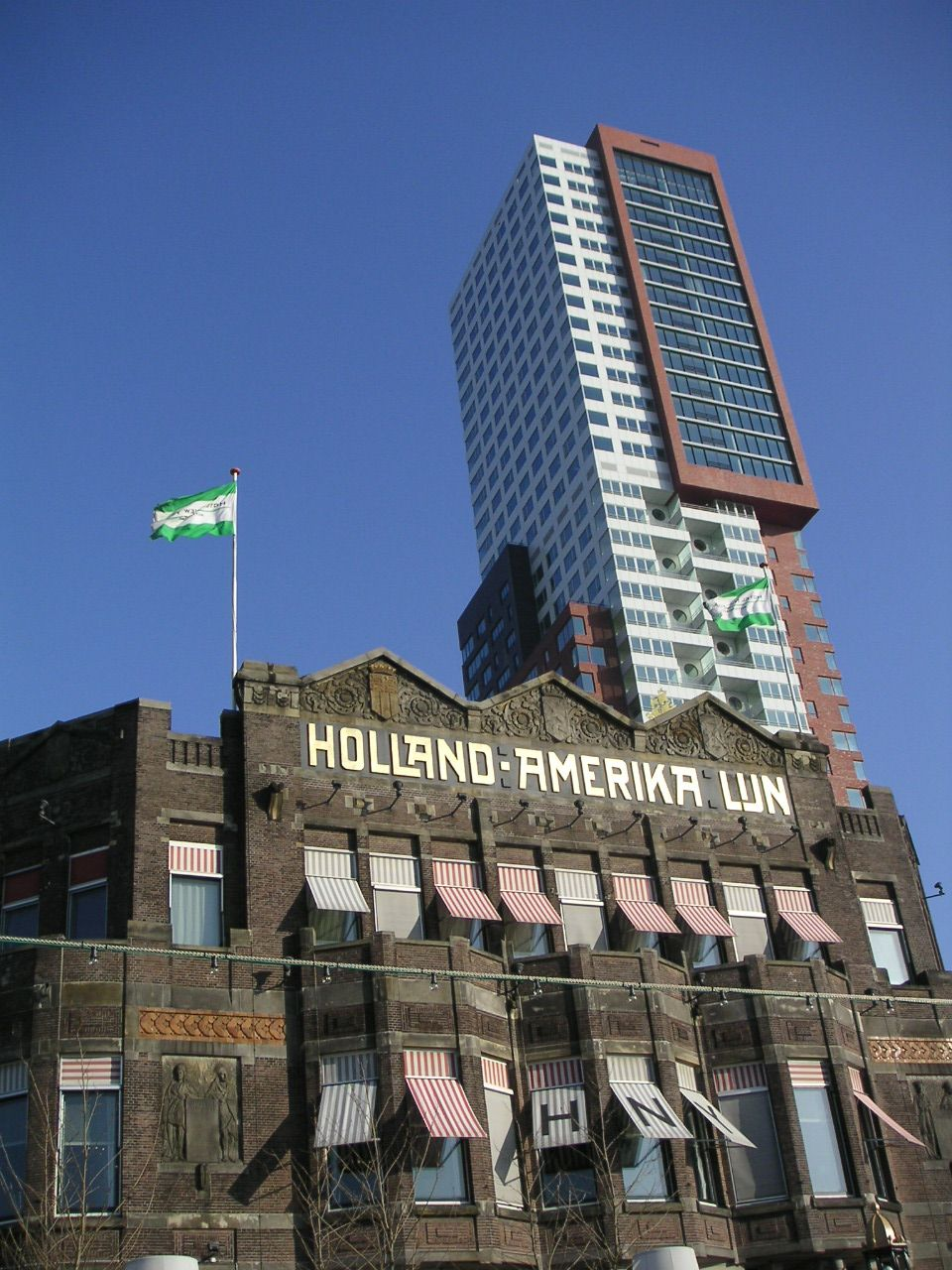
Alt und Neu im Kop van Zuid: das Hotel New York und der Montevideo-Tower

Der Kop van Zuid (deutsch Kopf von Süd(-Rotterdam)) ist ein neuer Rotterdamer Stadtteil, der seit 1993 auf dem etwa 120 Hektar großen ehemaligen Hafengebiet entsteht, das von der Erasmusbrücke über die Nieuwe Maas mit dem Stadtzentrum verbunden ist. Das Gebiet gehörte bis zum Zweiten Weltkrieg zum Rotterdamer Hafen, verfiel danach zusehends und wird seit 1993 durch ein ehrgeiziges Stadterneuerungsprogramm, das bis 2010 laufen soll, umgestaltet.

## Geschichte
Bei dem verheerenden Luftangriff Deutschlands auf Rotterdam 1940 wurde auch der Kop van Zuid zerstört. Im Zweiten Weltkrieg standen dort die Baracken, in die niederländische Juden zusammengetrieben wurden, um weiter nach Osten transportiert zu werden.
Nachdem der Hafen Rotterdam immer weiter nach Westen in die Nordsee rückte, nahm die Bedeutung der Innenstadt insgesamt als Wohnraum ab. Seit dem Krieg bis zum Jahr 2005 sank die Einwohnerzahl der Innenstadtbezirke von 80.000 auf 28.000. Der Kop van Zuid verfiel zusehends und wurde im Laufe der 1960er bis 1990er Jahre zunehmend ein sozialer Brennpunkt und Gebiet des Verfalls. In den 1960er Jahren entstanden mehrere Wohnhochhäuser des sozialen Wohnungsbaus. 1968 überlegte die Stadt ernsthaft, das Gebiet in ein Rotlichtviertel umzuwandeln, stieß dabei aber auf erbitterten Protest der übriggebliebenen Bewohner.
Die niederländische Staatsbahn nutzte Teile des Stadtteils als Rangieranlage; nachdem große Lagerhäuser am Fluss den Stadtteil vom Wasser trennten, trennten ihn nun Bahngleise von den umliegenden Stadtteilen Südrotterdams. Die Gegend galt als eine der „abstoßendsten Teile der Stadt“. Erste Pläne, in das Gebiet zu investieren, entstanden 1978, ab 1980 wurden 750 Häuser des sozialen Wohnungsbaus errichtet und 1984 wurde das langgezogene Gebäude De Peperklip gebaut. Ernsthafte Stadterneuerungsprogramme ebenso wie Anstrengungen des Denkmalschutzes konzentrierten sich jedoch zunächst klar auf die kleinteiligeren Gebiete nördlich der Nieuwen Maas. Nachdem Konflikte zwischen Stadtverwaltung und Hafengesellschaft das Projekt zwischenzeitlich stoppten, nahm die Stadt mit dem Plan „Vernieuwing van Rotterdam“ (Erneuerung von Rotterdam) einen neuen Anlauf.
Unter Aufsicht von Jan Doets von der Entwicklungsgesellschaft Rotterdam legten Riek Bakker, der heutige Zuständige für das Gebiet, und Architekt Teun Koolhaas 1987 einen Gesamtplan vor, der bis 2010 15.000 neue Einwohner in das Gebiet locken, 18.000 neue Arbeitsplätze im Gebiet schaffen, 755.000 m² an Wohnfläche verschiedener Preislagen und 400.000 m² an Bürofläche schaffen sollte. Das Programm sollte die öffentlichen Einrichtungen insgesamt knapp drei Mrd. Euro kosten. Es sah dabei eine engere Anbindung des Gebiets an die nördliche Stadt durch eine Brücke über die Nieuwe Maas, einen neuen Tunnel für die U-Bahn unter dem Rhein hindurch und die neue U-Bahn-Station Wilhelminaplein vor. Ein Wassertaxi sollte einen besonderen Erlebniswert beim Erreichen des Stadtgebiets sichern und erwies sich als so erfolgreich, dass es mittlerweile ausgebaut wurde. Insbesondere die neue Brücke, die spätere Erasmusbrug, nahm dabei eine Schlüsselstellung ein. Über sie verlaufen vier Kfz-Spuren, eine Radfahr- und Fußgängerspur, eine Straßenbahnstrecke, die das erste Mal das Rotterdamer Netz mit der Strecke am südlichen Rheinufer verbindet, zudem dient sie als Wahrzeichen der Stadterneuerung und mittlerweile auch der Stadt. Der Plan legte Wert auf eine hohe Qualität bei der Gestaltung einzelner Privatprojekte, um dem anvisierten Imagewandel der Stadt zu entsprechen. Ebenfalls sollten nach Möglichkeit alte Gebäude und Wahrzeichen wie Hafenanlagen und Speicher erhalten und in das neue Stadtkonzept eingebunden werden.
Die Ratsversammlung beschloss den Plan im Mai 1989 unter der Voraussetzung, dass auch in den direkt angrenzenden Stadtteilen Programme gegen die Arbeitslosigkeit gestartet würden. Im Juli 1989 unterzeichneten Stadt und niederländische Regierung im Rahmen des Grote Steden Beleid (Große-Städte-Programm) einen Vertrag, indem die Regierung sich zur Co-Finanzierung bereit erklärte, 1991 stimmte die Stadt, 1994 der Staat dann auch den entsprechenden Bebauungsplänen zu. Dabei sollten zwischen 1990 und 1995 die hauptsächliche Infrastruktur geschaffen sowie die Eisenbahn in Tunnel verlegt werden. Zwischen 1995 und 2000 sollten die Verbindungswege in die Stadt inklusive der Erasmusbrug geschaffen werden. Zwischen 2000 und 2010 sollte sich dann in Form von Public Private Partnerships vor allem die Wilhelminapier als Aushängeschild des Gebiets entwickeln, auf der sich die wichtigsten Geschäftsgebäude, Versammlungs- und Verkehrsanlagen befinden sollten.

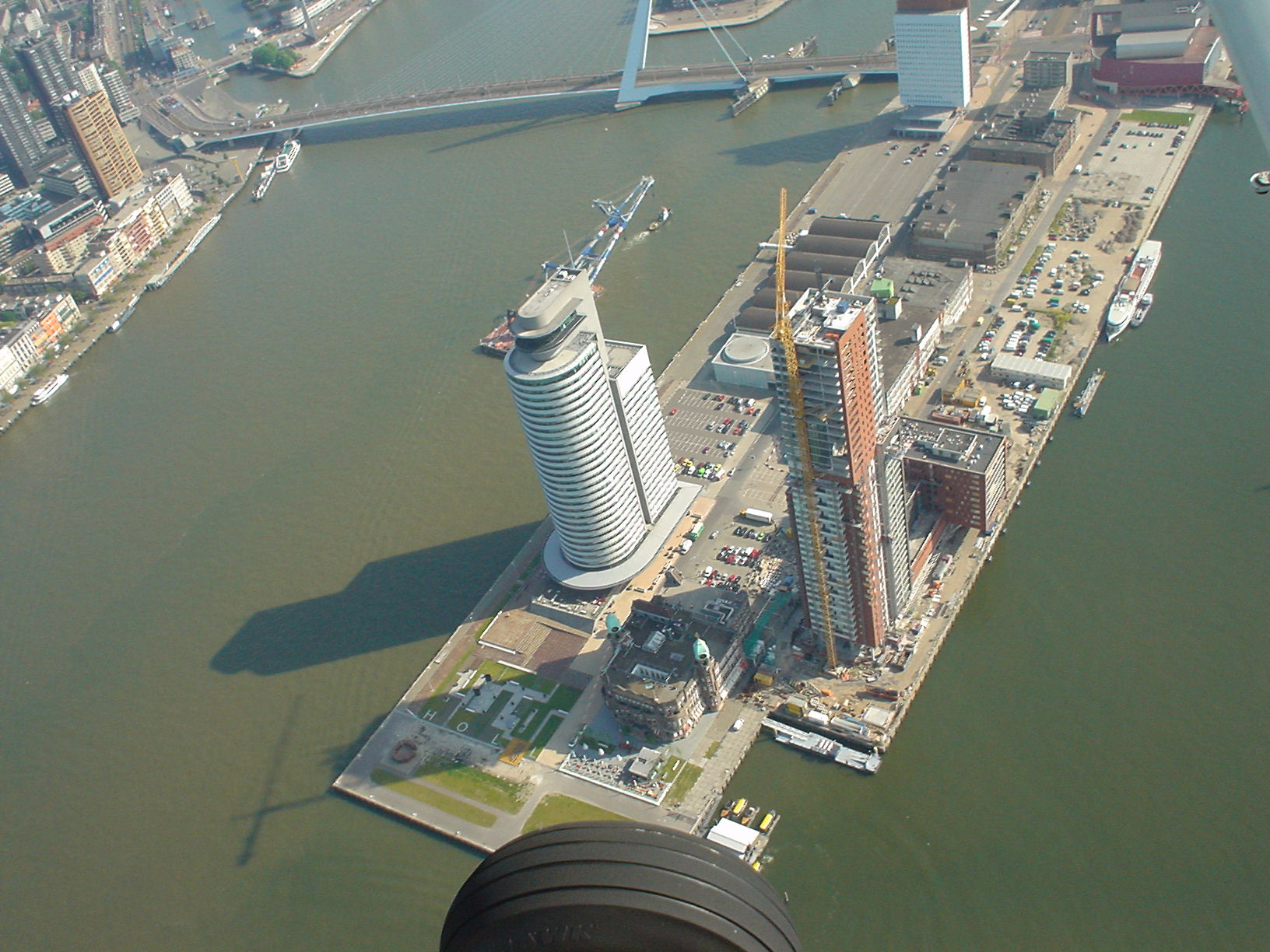
Luftaufnahme des Wilhelminapiers mit den beiden Hochhäusern des World Port Centers und des Montevideo, Mai 2005

Anders als sonst oft in den Niederlanden üblich, setzten die Stadtplaner hier kaum auf öffentlichen errichteten Wohnbau, sondern fast ausschließlich auf Privatinvestitionen, die aber teilweise großzügig aus der öffentlichen Hand unterstützt wurden. Einige Bauten wie die Erasmusbrug, die Kop van Zuid mit der Innenstadt verbindet, das Luxor-Theater, das World Port Center oder der KPN-Tower (Toren op Zuid) gelten als beispielgebende Gebäude neuer Architektur, mit dem Montevideo steht dort ebenfalls das dritthöchste Wohngebäude der Niederlande. Die Auftraggeber konnten Architekten wie Bolles+Wilson, Norman Foster, Rem Koolhaas und Renzo Piano für sich gewinnen. Ein Zeichen des alten Gebiets ist das Hotel New York, das im alten Gebäude der Holland-America-Linie entstand. Die Stadt bezahlt zahlreiche Putztrupps, die das Gebiet sauber halten sollen, ebenso wie die Planungen vergleichsweise viel Platz für Grünflächen aber weniger öffentliche Parkplätze vorsahen. Dadurch bestehen in den Wohnhochhäusern mittlerweile mehrere tiefgelegene Stockwerke aus Parkplätzen, das Erdgeschoss ist allerdings durch die Stadtplanung allein für Läden und andere öffentliche Einrichtungen vorgesehen. Zahlreiche Häuser haben Solaranlagen und werden mit Abwärme von den nahegelegenen Ölraffinerien und anderen Hafenbetrieben beheizt.
Bis 2000 allerdings hatte sich nur die KPN als neuer Großkonzern angesiedelt, der dafür seine Büros in anderen Stadtteilen räumte. Andere Großansiedlungen kamen vom Court of Justice, vom Finanzamt, von einigen Teilen der Erasmus-Universität Rotterdam und von der Hafenverwaltung Rotterdam, allesamt öffentliche Arbeitgeber. Die Wohnhäuser hingegen waren vor allem bei wohlhabenden Mietern so erfolgreich, dass alle bisher gebauten Häuser schnell voll waren. Allerdings zogen die Wohnbaugesellschaften daraus den Schluss weit mehr Wohnungen für wohlhabende Mieter zu bauen (70 %) als geplant (50 %), so dass fast keine der neuen Mieter vorher im Kop van Zuid oder angrenzenden Gebieten wohnten, die ehemaligen ärmeren Bewohner wurden durch das Stadtentwicklungsprojekt vertrieben. (Gentrifizierung)

## Gestalt

### Erasmusbrug
Die Erasmusbrug verbindet seit 1996 das Stadtzentrum mit dem Kop van Zuid, wobei die Regierung überzeugt werden konnte, die teuerste Bauvariante zu bezahlen und damit ein erfolgreiches neues Wahrzeichen Rotterdams zu schaffen. Zusätzlich zu den öffentlich finanzierten Verbindung zum Nordufer etablierten sich zahlreiche Wassertaxis, die nun ebenfalls den Weg über die Nieuwe Maas erleichtern. Das Viertel hat sich im Rahmen eines Stadterneuerungsprogramms in den letzten Jahren zu einem integrierten Teil der Rotterdamer Innenstadt entwickelt. Damit soll es auch den ganzen Stadtteil Feijenoord fördern, der mit einer Arbeitslosenquote von 40 %, einer autochthonen Bevölkerungsquote von 60 % und weiteren Faktoren der Deprivation zu den beiden Stadtteilen mit den schlechtesten Wohnbedingungen zählt. Bildete die Nieuwe Maas bis in die 1990er hinein noch die südliche Begrenzung des Stadtzentrums, sollte sich dies ändern. Im Zuge der Stadterneuerung entstanden zahlreiche öffentliche Gebäude ebenso wie private Bürobauten und Wohngebäude.

### Wilhelminapier
Repräsentativer Ort des Kop-van-Zuid-Projekts ist das ca. 12 Hektar große Wilhelminapier, das direkt dem Stadtzentrum gegenüberliegt und das zum Stadtteil Zentrum gehört. Dort endet die Erasmusbrug. Auf der Halbinsel, deren Masterplan Norman Foster entwarf, befinden sich die großen öffentliche Bauten wie das Luxor-Theater, das World Port Center, das Mehrzweckgebäude Cruise Terminal und einige besonders hohe Häuser wie das Montevideo.
Thematisch orientiert sich das Pier an der Auswanderung nach Amerika, da die Holland America Lijn von hier aus über eine Million Auswanderer nach Nordamerika und später auch nach Australien verschiffte. Straßen tragen Namen, die an die HAL und ihr Personal erinnern.

#### Gebäude am Wilhelminapier
| Gebäude | Karte |
| --- | ----- |
| - Hotel New York (1) - World Port Center (2) - Montevideo (3) - Cruise Terminal (4) - Las Palmas (5) - Pakhuismeesteren (6) - 't Leidsche Veem (7) - Toren op Zuid / KPN-Gebäude (8) - Luxor Theater (9) - New Orleans (10) - De Rotterdam (11) |       |